# Danh sách xa lộ liên tiểu bang phụ
Các xa lộ liên tiểu bang phụ trợ (tiếng Anh: auxiliary Interstate Highways) hay còn được gọi là các xa lộ liên tiểu bang 3-chữ số là một tập hợp xa lộ được đưa vào sử dụng với mục đích hỗ trợ các xa lộ cao tốc thuộc Hệ thống Xa lộ Liên tiểu bang của Hoa Kỳ. Tương tự như các xa lộ liên tiểu bang dòng chính, các xa lộ này cũng phải hội đủ tất cả các Chuẩn mực xa lộ liên tiểu bang. Chúng nhận cùng tổng số phần trăm quỹ xây dựng từ chính phủ liên bang (90%), và phải tuân thủ hết tất cả các tiêu chuẩn khác mà liên bang quy định. Mục đích chính của các xa lộ liên tiểu bang phụ trợ là phục vụ các thành phố lớn và các khu ngoại ô của Hoa Kỳ. Tuy nhiên, một số cũng cung cấp các tuyến đường giao thông phụ đến các xa lộ liên tiểu bang chính yếu ở những nơi khác trên lãnh thổ Hoa Kỳ - tại những khu vực không đô thị. Một ví dụ là Xa lộ Liên tiểu bang 180 (I-180) tại tiểu bang Pennsylvania.
Trong một vài trường hợp, các xa lộ liên tiểu bang phụ trợ được thêm vào trong Hệ thống Xa lộ Liên tiểu bang gốc có chiều dài 41.000 dặm (66.000 km) để cung cấp đường kết nối liên tiểu bang đến các thành phố đang phát triển nhanh mà không có một xa lộ liên tiểu bang nằm trong dự án gốc. Các ví dụ gồm có I-565 đi đến thành phố Huntsville, Alabama, I-185 đi đến thành phố Columbus, Georgia, và I-555 đi đến thành phố Jonesboro, Arkansas.
Đối ngược với các xa lộ liên tiểu bang chính yếu, các xa lộ liên tiểu bang 3 chữ số thường chỉ chạy bên trong hay quanh một vùng đô thị riêng lẻ của Hoa Kỳ cho dù vùng đô thị đó có nằm bên trong một tiểu bang của Hoa Kỳ hay không (vùng đô thị tại Hoa Kỳ có thể nằm trong hơn 1 tiểu bang). Ngoài ra, xa lộ liên tiểu bang 3 chữ số thường thường ngắn hơn và nhiều trong số đó không đi qua ranh giới các tiểu bang mặc dù thuật từ của nó "Interstate" có nghĩa là liên tiểu bang. Vì có rất nhiều xa lộ liên tiểu bang phụ trợ nên các mã số xa lộ liên tiểu bang phụ trợ có thể bị lập lại tại các tiểu bang khác nhau nằm dọc theo cùng một xa lộ liên tiểu bang dòng chính. Tuy nhiên, không có hai xa lộ liên tiểu bang phụ trợ 3-chữ số trong một tiểu bang có thể dùng chung một mã số.

## Thuật ngữ và dẫn giải
Các nguyên tắc cơ bản của xa lộ liên tiểu bang phụ trợ được chia thành ba nhóm như sau: xa lộ nhánh ngắn (spur), xa lộ vành đai (loop hay beltway), và xa lộ tránh (bypass). Mỗi loại phản ánh một đặc tích khác nhau của xa lộ liên tiểu bang phụ trợ.
Chữ số đầu tiên của mã số gồm 3-chữ số quyết định xem một xa lộ có phải là một xa lộ tránh, xa lộ nhánh ngắn hay xa lộ vành đai. Hai chữ số sau được lấy từ mã số của xa lộ liên tiểu bang chính yếu. Ví dụ I-515 gồm có một chữ số lẻ đứng đầu là "5", và cho biết đây là một xa lộ nhánh ngắn. Hai chữ số sau cùng cho biết xa lộ mẹ của nó hay nguồn gốc của nó. Trong trường hợp này, "15" trong mã số I-515 cho biết nó là xa lộ phụ trợ của I-15.

### Xa lộ nhánh ngắn (spur)
Một xa lộ liên tiểu bang nhánh ngắn thường là một xa lộ như sau:
- Nó có thể phục vụ một khu vực của một thành phố hay vùng đô thị mà không được một xa lộ cao tốc chính yếu phục vụ (thường thường nhất là khu thương mại trung tâm), và kết thúc tại một đường phố thường thấy của thành phố hay tại các xa lộ cao tốc dưới tiêu chuẩn.
- Nó có thể là phần đầu tiên của một xa lộ cao tốc nối dài được dự định xây dựng, xa lộ bị xuống cấp dưới chuẩn xa lộ liên tiểu bang và đang có kế hoạch nâng cấp nó sau này (Ví dụ như I-540 tại Arkansas).
- Nó có thể nối liền hai xa lộ liên tiểu bang không có liên hệ - Ví dụ như I-390 tại New York State làm nhiệm vụ như thế.

Mã số của một xa lộ nhánh ngắn có chữ số đầu là số lẻ.
- Các ví dụ về xa lộ liên tiểu bang nhánh ngắn được liệt kê dưới đây.

I-110 tại California nối I-10 với Cảng Los Angeles. Tuy nhiên, xa lộ cao tốc này đã được xây trước khi Hệ thống Xa lộ Liên tiểu bang ra đời với tên gọi là Xa lộ cao tốc Harbor. Nó được sử dụng vào hệ thống xa lộ liên tiểu bang sau đó.
I-380 tại Iowa nối các thành phố Waterloo và Cedar Rapids với I-80, và nó cũng băng qua vùng nông nghiệp mở rộng.
I-180 tại Bắc-Trung tiểu bang Pennsylvania nối Williamsport và Quận Lycoming với I-80 tại Milton. I-180 cũng phục vụ như một xa lộ nối đến các xa lộ đi đến tiểu bang New York và I-86 qua ngã Quốc lộ Hoa Kỳ 15 và hành lang I-99 tương lai tại điểm đầu phía tây của nó.
Đôi khi, một xa lộ liên tiểu bang 3-chữ số sinh ra từ một xa lộ liên tiểu bang 3-chữ số khác. Xa lộ nhánh ngắn như thế được gọi là "xa lộ liên tiểu bang nhánh ngắn thứ ba" và không trực tiếp nối với xa lộ liên tiểu bang mẹ của nó nhưng có liên hệ liên kết qua ngã xa lộ nhánh ngắn mà nó được sinh ra.
- Ví dụ về các xa lộ liên tiểu bang nhánh ngắn thứ ba được liệt kê dưới đây.

I-795 tại Quận Baltimore, Maryland được sinh ra từ I-695, và như thế nó là một xa lộ nhánh ngắn thứ ba của xa lộ mẹ I-95.
I-380 tại Bắc California nằm tại Vùng vịnh San Francisco. Xa lộ này bắt đầu tại I-280, và không kết nối trực tiếo với xa lộ mẹ của nó là I-80.

### Xa lộ tránh
Một xa lộ tránh có thể đi quanh một thành phố hay có thể đi băng qua thành phố đó bằng thông lộ không có lối ra/vào. Đối với một xa lộ liên tiểu bang 3-chữ số, xa lộ tránh thường có cả hai đầu kết nối vào một xa lộ liên tiểu bang khác. Xa lộ tránh 3-chữ số thường có chữ số đầu tiên là số chẵn.
- Ví dụ về các xa lộ tránh được liệt kê dưới đây.

I-215 tại tiểu bang Utah chạy một phần chu vi vòng quanh thành phố Salt Lake City.
I-220 tại tiểu bang Louisiana phục vụ như xa lộ tránh của phố chính thành phố Shreveport.

### Xa lộ vành đai
Một xa lộ vành đai hoàn toàn đi quanh một thành phố vùng đô thị, và thường kết nối với nhiều xa lộ khác. Không giống các xa lộ liên tiểu bang phụ trợ khác, các xa lộ vành đai không có các điểm đầu vì chúng có hình thể vòng tròn. Xa lộ vành đai cũng có chữ số đầu tiên là số chẵn.
- Các ví dụ về xa lộ vành đai được liệt kê dưới đây.

I-465 tại Indiana đi quanh thành phố Indianapolis.
I-285 tại Georgia quấn tròn xung quanh thành phố Atlanta.
I-275 tại Ohio, Kentucky và Indiana đi quanh thành phố Cincinnati.
I-494 và I-694 tại Minnesota hình thành phố xa lộ tránh vành đai quanh hai thành phố trụ cột vùng đô thị là Minneapolis và St. Paul.

### Ngoại lệ

#### Kết nối không nhất quán
- Thành phố New York có vô số xa lộ liên tiểu bang phụ trợ được sinh ra từ I-78, nhưng không có xa lộ phụ nào thật sự kết nối với xa lộ mẹ I-78. Lý dó là vì I-78 trước kia được dự định kéo dài liên tục xa hơn về phía đông từ điểm đầu hiện nay tại đầu Đường hầm Holland trong tiểu bang New Jersey. Đáng ra nó phải chạy qua phía nam Quận Manhattan, rồi đi qua Quận Queens, và từ đó băng qua Đảo Long, New York. Toàn bộ kế hoạch này bị hủy bỏ trong thập niên 1970 sau khi các xa lộ phụ của nó là I-278, I-478, I-678, và I-878 thật sự đã xây dựng xong hay một phần đã tồn tại trước đó.
- Trong vùng đô thị Thành phố New York, Xa lộ cao tốc Đảo Long, được cắm biển là I-495, không nối trực tiếp đến Xa lộ Liên tiểu bang 95 nhưng nó giao cắt với xa lộ I-295 là xa lộ có kết nối đến I-95.
- Trong vùng Đại Los Angeles, I-210 không kết nối trực tiếp với Xa lộ Liên tiểu bang 10, cũng không nối với bất cứ xa lộ liên tiểu bang phụ trợ nào khác của I-10, mặc dù có kết nối với vô số các xa lộ liên tiển bang khác. Khi Xa lộ Tiểu bang California 210 được cắm biển lại là I-210 thì cuối cùng I-210 mới kết nối đến I-10.
- Một xa lộ liên tiểu bang phụ có mã số I-238 kết nối San Leandro với Castro Valley, California, tuy nhiên chẳng có xa lộ liên tiểu bang me nào có mã số là I-38. Xa lộ phụ này được đặt mã số với mục đích đơn giản là tiện vì trước kia nó có tên là Xa lộ Tiểu bang California 238. Sau khi nó được nâng cấp liên chuẩn xa lộ liên tiểu bang, nó được đưa vào Hệ thống Xa lộ Liên tiểu bang. Mã số "I-X80" đáng lẻ ra thích hợp cho nó trong vai trò la xa lộ phụ của I-80 nhưng vào lúc nó được đặt tên là I-238, tất cả các mã số dành cho xa lộ phụ của I-80 đã được dùng hết tại tiểu bang California (từ số 280 đến 980). "I-180" không được dùng vì Bộ Giao thông California không cho phép mã số trùng vì lúc đó đã có Xa lộ Tiểu bang California 180 đang sử dụng. I-480 vẫn còn trống ngày nay nhưng từng được dùng trước kia cho Xa lộ cao tốc Embarcadero là xa lộ đã bị san bằng kể từ đó.
- Pittsburgh, PA có hai ngoại lệ gần đây. I-376 và I-279 đã có trong hệ thống mã số trước đó cho đến năm 2009 khi I-376 được kéo dài từ điểm đầu trước đây nằm tại phố chính Pittsburgh đến điểm đầu hiện tại ở phía bắc I-80. I-376 từng đóng vai trò một xa lộ nhánh ngắn cho xa lộ mẹ của nó là I-76 trong Monroeville (Quận Allegheny), nhưng hiện nay nó lại kết nối trở lại với I-76 trong Quận Lawrence. Tương tự, I-279 là một xa lộ vành đai gặp xa lộ mẹ của nó là I-79 tại hai địa điểm trong Quận Allegheny nhưng hiện nay lại kết thúc tại phố chính thành phố Pittsburgh (bị cắt ngắn lại tại điểm giao cắt với I-376), và đảm nhận chức năng như một xa lộ nhánh ngắn của I-79.
- Vùng Augusta, GA cũng có một ngoại lệ mới đây. I-520 đã đưa vào hệ thống mã số trước đây cho đến cuối năm 2009 khi nó được kéo dài tại South Carolina trở về I-20 và hiện nay là một xa lộ vành đai.
- Đôi khi một xa lộ nhánh ngắn từ một xa lộ liên tiểu bang dòng chính không hội đủ tiêu chuẩn xa lộ liên tiểu bang thì biển dấu xa lộ tiểu bang đôi khi dùng mã số xa lộ liên tiểu bang mẹ làm hậu tố để ám chỉ rằng mã số này được lấy từ xa lộ liên tiểu bang. Ví dụ gồm có như sau:
  - M-294 - một đường phố được tách nhánh ra từ I-94 trong tiểu bang Michigan
  - Xa lộ Tiểu bang Maryland 295, biệt danh Xa lộ Công viên Baltimore-Washington kết nối tại I-95 gần điểm đầu phía nam.
  - Xa lộ North Carolina 540 thật ra đã lên chuẩn xa lộ cao tốc, và nó ở hướng tây nam của Xa lộ Liên tiểu bang 40 trong khi đã có I-540 nằm ở phía bên kia hướng đối diện.

### Các xa lộ dòng chính ngắn
Một xa lộ liên tiểu bang dòng chính (1 hay 2 chữ số) đôi khi ngắn hơn phân nửa chiều dài của một xa lộ liên tiểu bang phụ dài nhất, vì thế chúng được xem giống như một xa lộ liên tiểu bang phụ hơn là một xa lộ liên tiểu bang chính yếu. Điều này thường là trường hợp của các xa lộ liên tiểu bang nội tiểu bang.
- Xa lộ Liên tiểu bang 27 đi từ thành phố Lubbock, TX đến Amarillo, TX dài 100 dặm.
- Xa lộ Liên tiểu bang 86 (tây) tại Idaho được xem là một xa lộ nhánh ngắn của Xa lộ Liên tiểu bang 84.

## Các xa lộ liên tiểu bang phụ trợ
Dưới đây là danh sách xa lộ liên tiểu bang phụ trợ tại Hoa Kỳ. Chúng được sắp xếp theo thứ tự như sau:
1. số thứ tự theo xa lộ liên tiểu bang chính yếu (xa lộ mẹ mang 1 hoặc 2 chữ số)
2. mẫu tự theo tiểu bang của xa lộ phụ
3. số thự tự theo chính xa lộ phụ

| Chú thích     | Chú thích          | Chú thích       |
| ------------- | ------------------ | --------------- |
| Xa lộ hiện có | Không cắm biển dấu | Xa lộ tương lai |

| Xa lộ Liên tiểu bang                                | Chiều dài | Điểm đầu nam/tây | Điểm đầu bắc/đông |                                         |
| --------------------------------------------------- | --- | --- | --- | --------------------------------------- |
| Xa lộ Liên tiểu bang H-1                            | | | |                                         |
| Hawaii                                              | | | |                                         |
| H-201                                               | 4,10 mi (6,60 km) | H-1 tại Halawa | H-1 tại Honolulu |                                         |
| Xa lộ Liên tiểu bang                                | Chiều dài | Điểm đầu nam/tây | Điểm đầu bắc/đông |                                         |
| Xa lộ Liên tiểu bang 5                              | | | |                                         |
| California                                          | | | |                                         |
| I-105                                               | 17,32 mi (27,87 km) | SR 1 tại El Segundo | I-605 tại Norwalk |                                         |
| I-205                                               | 12,97 mi (20,87 km) | I-580 gần Tracy | I-5 gần Tracy |                                         |
| I-305                                               | 8,44 mi (13,58 km) | I-80 tại West Sacramento | BL 80 tại Sacramento |                                         |
| I-405                                               | 72,15 mi (116,11 km) | I-5 tại Irvine | I-5 tại Mission Hills |                                         |
| I-505                                               | 32,98 mi (53,08 km) | I-80 tại Vacaville | I-5 tại Dunnigan |                                         |
| I-605                                               | 27,40 mi (44,10 km) | I-405 tại Seal Beach | I-210 tại Irwindale |                                         |
| I-805                                               | 28,02 mi (45,09 km) | I-5 tại San Ysidro | I-5 tại San Diego gần Đại học California, San Diego                                                                           |                                         |
| I-905                                               | Xa lộ phụ được đề xuất nối đến biên giới México tại vùng San Diego                                                            | Xa lộ phụ được đề xuất nối đến biên giới México tại vùng San Diego                                                            | Xa lộ phụ được đề xuất nối đến biên giới México tại vùng San Diego                                                            |                                         |
| Oregon                                              | | | |                                         |
| I-105                                               | 3,49 mi (5,62 km) | OR 99 tại Eugene | I-5 tại Springfield |                                         |
| I-405                                               | 3,53 mi (5,68 km) | I-5 tại Portland | I-5 tại Portland |                                         |
| Oregon-Washington                                   | | | |                                         |
| I-205                                               | 36,64 mi (58,97 km) | I-5 tại Tualatin, OR | I-5 tại Salmon Creek, WA |                                         |
| Washington                                          | | | |                                         |
| I-405                                               | 30,30 mi (48,76 km) | I-5 tại Tukwila | I-5 tại Lynnwood |                                         |
| I-605                                               | Được đề xuất đi tránh thành phố Seattle                                                                                       | Được đề xuất đi tránh thành phố Seattle                                                                                       | Được đề xuất đi tránh thành phố Seattle                                                                                       | Được đề xuất đi tránh thành phố Seattle |
| I-705                                               | 1,50 mi (2,41 km) | I-5 tại Tacoma | Xa lộ Công viên Schuster tại Tacoma                                                                                           |                                         |
| Xa lộ Liên tiểu bang                                | Chiều dài | Điểm đầu nam/tây | Điểm đầu bắc/đông |                                         |
| Xa lộ Liên tiểu bang 10                             | | | |                                         |
| California                                          | | | |                                         |
| I-110                                               | 20,43 mi (32,88 km) | SR 47 tại San Pedro, Los Angeles                                                                                              | I-10 tại Los Angeles |                                         |
| I-210                                               | 48,52 mi (78,09 km) | I-5 tại Sylmar | SR 210 tại Glendora |                                         |
| I-710                                               | 19,66 mi (31,64 km) | Đảo Terminal tại Long Beach                                                                                                   | Đại lộ Valley tại Alhambra |                                         |
| Florida                                             | | | |                                         |
| I-110                                               | 6,94 mi (11,17 km) | US-Bus 98 gần Pensacola | I-10 gần Pensacola |                                         |
| Louisiana                                           | | | |                                         |
| I-110                                               | 8,89 mi (14,31 km) | I-10 tại Baton Rouge | US 61 tại Baton Rouge |                                         |
| I-210                                               | 12,40 mi (19,96 km) | I-10 gần Sulphur | I-10 tại Lake Charles |                                         |
| I-310                                               | 11,25 mi (18,11 km) | US 90 tại Boutte | I-10 gần Kenner |                                         |
| I-510                                               | 5,10 mi (8,21 km) | LA 47 tại New Orleans | I-10 tại New Orleans |                                         |
| I-610                                               | 4,52 mi (7,27 km) | I-10 tại Quận Orleans-Quận Jefferson                                                                                          | I-10 tại New Orleans |                                         |
| I-910                                               | 9,70 mi (15,61 km) | US-Bus 90 tại Marrero | I-10 tại New Orleans |                                         |
| Mississippi                                         | | | |                                         |
| I-110                                               | 4,10 mi (6,60 km) | US 90 tại Biloxi | I-10 tại D'Iberville |                                         |
| Texas                                               | | | |                                         |
| I-110                                               | 0,92 mi (1,48 km) | Biên giới Hoa Kỳ-Mexico tại El Paso                                                                                           | I-10 tại El Paso |                                         |
| I-410                                               | 49,49 mi (79,65 km) | Xa lộ vành đai quanh San Antonio                                                                                              | Xa lộ vành đai quanh San Antonio                                                                                              |                                         |
| I-610                                               | 37,97 mi (61,11 km) | Xa lộ vành đai quanh Houston                                                                                                  | Xa lộ vành đai quanh Houston                                                                                                  |                                         |
| Xa lộ Liên tiểu bang                                | Chiều dài | Điểm đầu nam/tây | Điểm đầu bắc/đông |                                         |
| Xa lộ Liên tiểu bang 15                             | | | |                                         |
| California                                          | | | |                                         |
| I-215                                               | 54,50 mi (87,71 km) | I-15 tại Murrieta | I-15 tại Devore |                                         |
| Montana                                             | | | |                                         |
| I-115                                               | 1,19 mi (1,92 km) | I-15 tại Butte | Phố Iron tại Butte |                                         |
| I-315                                               | 0,83 mi (1,34 km) | I-15 tại Great Falls | BL 15 Great Falls |                                         |
| Nevada                                              | | | |                                         |
| I-215                                               | 13 mi (20,921 km) | I-15 gần Paradise | I-515 tại Henderson |                                         |
| I-515                                               | 20,54 mi (33,06 km) | US 93 tại Henderson | I-15 tại Las Vegas |                                         |
| Utah                                                | | | |                                         |
| I-215                                               | 29,02 mi (46,70 km) | I-80 tại Salt Lake City | I-15 tại North Salt Lake |                                         |
| Xa lộ Liên tiểu bang                                | Chiều dài | Điểm đầu nam/tây | Điểm đầu bắc/đông |                                         |
| Xa lộ Liên tiểu bang 16                             | | | |                                         |
| Georgia                                             | | | |                                         |
| I-516                                               | 6,49 mi (10,44 km) | SR 21 tại Savannah | SR 21 tại Garden City |                                         |
| Xa lộ Liên tiểu bang                                | Chiều dài | Điểm đầu nam/tây | Điểm đầu bắc/đông |                                         |
| Xa lộ Liên tiểu bang 20                             | | | |                                         |
| Georgia-South Carolina                              | | | |                                         |
| I-520                                               | 17,48 mi (28,13 km) | I-20 tại Augusta, GA | I-20 tại North Augusta, SC |                                         |
| Louisiana                                           | | | |                                         |
| I-220                                               | 17,62 mi (28,36 km) | I-20 tại Shreveport | I-20 tại Bossier City |                                         |
| Mississippi                                         | | | |                                         |
| I-220                                               | 12,01 mi (19,33 km) | I-20 tại Jackson | I-55 tại Ridgeland |                                         |
| Texas                                               | | | |                                         |
| I-820                                               | 35,17 mi (56,60 km) | Xa lộ vành đai quanh Fort Worth                                                                                               | Xa lộ vành đai quanh Fort Worth                                                                                               |                                         |
| Xa lộ Liên tiểu bang                                | Chiều dài | Điểm đầu nam/tây | Điểm đầu bắc/đông |                                         |
| Xa lộ Liên tiểu bang 24                             | | | |                                         |
| Tennessee                                           | | | |                                         |
| I-124                                               | 1,97 mi (3,17 km) | I-24 tại Chattanooga | US 27 tại Chattanooga |                                         |
| Xa lộ Liên tiểu bang                                | Chiều dài | Điểm đầu nam/tây | Điểm đầu bắc/đông |                                         |
| Xa lộ Liên tiểu bang 25                             | | | |                                         |
| Colorado                                            | | | |                                         |
| I-225                                               | 12,00 mi (19,31 km) | I-25 tại Denver | I-70 tại Aurora |                                         |
| Xa lộ Liên tiểu bang                                | Chiều dài | Điểm đầu nam/tây | Điểm đầu bắc/đông |                                         |
| Xa lộ Liên tiểu bang 26                             | | | |                                         |
| South Carolina                                      | | | |                                         |
| I-126                                               | 3,68 mi (5,92 km) | I-26 tại Columbia | US 21 tại Columbia |                                         |
| I-526                                               | 19,26 mi (31,00 km) | BS 526 tại Mount Pleasant | US 17 tại Charleston |                                         |
| Xa lộ Liên tiểu bang                                | Chiều dài | Điểm đầu nam/tây | Điểm đầu bắc/đông |                                         |
| Xa lộ Liên tiểu bang 29                             | | | |                                         |
| Iowa-Nebraska                                       | | | |                                         |
| I-129                                               | 3,48 mi (5,60 km) | US 20 tại South Sioux City, NE                                                                                                | I-29 tại Sioux City, IA |                                         |
| Missouri                                            | | | |                                         |
| I-229                                               | 14,97 mi (24,09 km) | I-29 tại St. Joseph | I-29 tại St. Joseph |                                         |
| South Dakota                                        | | | |                                         |
| I-229                                               | 11,33 mi (18,23 km) | I-29 tại Sioux Falls | I-90 gần Sioux Falls |                                         |
| Xa lộ Liên tiểu bang                                | Chiều dài | Điểm đầu nam/tây | Điểm đầu bắc/đông |                                         |
| Xa lộ Liên tiểu bang 30                             | | | |                                         |
| Arkansas                                            | | | |                                         |
| I-130                                               | Xa lộ được đề xuất tại Texarkana                                                                                              | Xa lộ được đề xuất tại Texarkana                                                                                              | Xa lộ được đề xuất tại Texarkana                                                                                              |                                         |
| I-430                                               | 12,93 mi (20,81 km) | I-30 tại Little Rock | I-40 tại Little Rock |                                         |
| I-530                                               | 46,65 mi (75,08 km) | US 65 tại Pine Bluff | I-30 tại Little Rock |                                         |
| I-630                                               | 7,40 mi (11,91 km) | I-430 gần Little Rock | I-30 tại Little Rock |                                         |
| Xa lộ Liên tiểu bang                                | Chiều dài | Điểm đầu nam/tây | Điểm đầu bắc/đông |                                         |
| Xa lộ Liên tiểu bang 35                             | | | |                                         |
| Iowa                                                | | | |                                         |
| I-235                                               | 13,78 mi (22,18 km) | I-35 tại West Des Moines | I-35 gần Des Moines |                                         |
| Kansas                                              | | | |                                         |
| I-135                                               | 95,74 mi (154,08 km) | KSTP tại Wichita | I-70 tại Salina |                                         |
| I-235                                               | 16,52 mi (26,59 km) | K 96 tại Wichita | I-135 tại Wichita |                                         |
| I-335                                               | 50,13 mi (80,68 km) | I-35 tại Emporia | I-470 tại Topeka |                                         |
| Kansas-Missouri                                     | | | |                                         |
| I-435                                               | 80,81 mi (130,05 km) | Xa lộ vành đai quanh Kansas City, KS và Kansas City, MO                                                                       | Xa lộ vành đai quanh Kansas City, KS và Kansas City, MO                                                                       |                                         |
| I-635                                               | 12,67 mi (20,39 km) | I-35 tại Overland Park, KS | I-29 tại Kansas City, MO |                                         |
| Minnesota-Wisconsin                                 | | | |                                         |
| I-535                                               | 2,78 mi (4,47 km) | I-35 tại Duluth, MN | US 53 tại Superior, WI |                                         |
| Oklahoma                                            | | | |                                         |
| I-235                                               | 5,36 mi (8,63 km) | I-35 tại Oklahoma City | I-44 tại Oklahoma City |                                         |
| Texas                                               | | | |                                         |
| I-635                                               | 37,00 mi (59,55 km) | SH 121 tại Grapevine | I-20 tại Balch Springs |                                         |
| Xa lộ Liên tiểu bang                                | Chiều dài | Điểm đầu nam/tây | Điểm đầu bắc/đông |                                         |
| Xa lộ Liên tiểu bang 40                             | | | |                                         |
| Arkansas                                            | | | |                                         |
| I-440                                               | 9,96 mi (16,03 km) | I-30 gần Little Rock | I-40 gần Little Rock |                                         |
| I-540                                               | 80,72 mi (129,91 km) | US 271 gần Fort Smith | US 62 tại Bentonville |                                         |
| North Carolina                                      | | | |                                         |
| I-140                                               | 27 mi (44 km) | US 421 gần Navassa | US 17 gần Ogden |                                         |
| I-240                                               | 9.14 mi (14.71 km) | I-40 gần Asheville | I-40 tại Đông Asheville |                                         |
| I-440                                               | 16,40 mi (26,39 km) | I-40 gần Cary | I-40 gần Raleigh |                                         |
| I-540                                               | 26 mi (42 km) | I-40 gần Durham | US 64 gần Knightdale |                                         |
| I-840                                               | Đoạn đường tương lai của Xa lộ vành đai Đô thị Greensboro                                                                     | Đoạn đường tương lai của Xa lộ vành đai Đô thị Greensboro                                                                     | Đoạn đường tương lai của Xa lộ vành đai Đô thị Greensboro                                                                     |                                         |
| Oklahoma                                            | | | |                                         |
| I-240                                               | 16,22 mi (26,10 km) | I-44 tại Oklahoma City | I-40 tại Oklahoma City |                                         |
| Tennessee                                           | | | |                                         |
| I-140                                               | 11,1 dặm (17,86 km) | I-40 gần Farragut | US 129 gần Alcoa |                                         |
| I-240                                               | 19.27 mi (31.01 km) | I-40 tại Memphis | I-40 tại Memphis |                                         |
| I-440                                               | 8 mi (13 km) | I-40 tại Nashville | I-24 tại Nashville |                                         |
| I-640                                               | 7.03 mi (11 km) | I-40 tại Knoxville | I-40 tại Knoxville |                                         |
| Xa lộ Liên tiểu bang                                | Chiều dài | Điểm đầu nam/tây | Điểm đầu bắc/đông |                                         |
| Xa lộ Liên tiểu bang 44                             | | | |                                         |
| Oklahoma                                            | | | |                                         |
| I-244                                               | 15,75 mi (25,35 km) | I-44 tại Tulsa | I-44 tại Tulsa |                                         |
| I-444                                               | 2,51 mi (4,04 km) | I-244 tại Tulsa | I-244 tại Tulsa |                                         |
| Xa lộ Liên tiểu bang                                | Chiều dài | Điểm đầu nam/tây | Điểm đầu bắc/đông |                                         |
| Xa lộ Liên tiểu bang 45                             | | | |                                         |
| Texas                                               | | | |                                         |
| I-345                                               | 1,4 mi (2,25 km) | I-45 tại Dallas | US 75 tại Dallas |                                         |
| Xa lộ Liên tiểu bang                                | Chiều dài | Điểm đầu nam/tây | Điểm đầu bắc/đông |                                         |
| Xa lộ Liên tiểu bang 55                             | | | |                                         |
| Arkansas                                            | | | |                                         |
| I-555                                               | 44 mi (70,81 km) | I-55 tại Turrell | AR 91 tại Jonesboro |                                         |
| Illinois                                            | | | |                                         |
| I-155                                               | 32,13 mi (51,71 km) | I-74 tại Morton | I-55 tại Lincoln |                                         |
| I-355                                               | 32.51 mi (52.67 km) | I-80 tại New Lenox | I-290 tại Itasca |                                         |
| Illinois-Missouri                                   | | | |                                         |
| I-255                                               | 30.82 mi (49.90 km) | I-55 tại Mehlville, MO | I-270 tại Pontoon Beach, IL                                                                                                   |                                         |
| Missouri-Tennessee                                  | | | |                                         |
| I-155                                               | 26.77 mi (43.08 km) | I-55 gần Hayti, MO | US 51 tại Dyersburg, TN |                                         |
| Xa lộ Liên tiểu bang                                | Chiều dài | Điểm đầu nam/tây | Điểm đầu bắc/đông |                                         |
| Xa lộ Liên tiểu bang 59                             | | | |                                         |
| Alabama                                             | | | |                                         |
| I-359                                               | 2,3 mi (3,70 km) | I-20 tại nam Tuscaloosa | Phố số 15 tại phố chính của Tuscaloosa                                                                                        |                                         |
| I-459                                               | 32 mi (51,50 km) | I-20 tại Bessemer | I-59 tại Trussville |                                         |
| I-759                                               | 4,5 mi (7,24 km) | I-59 tại Attalla | US 411 tại Gadsden |                                         |
| Xa lộ Liên tiểu bang                                | Chiều dài | Điểm đầu nam/tây | Điểm đầu bắc/đông |                                         |
| Xa lộ Liên tiểu bang 64                             | | | |                                         |
| Indiana                                             | | | |                                         |
| I-164                                               | 21,24 mi (34,18 km) | I-64 tại Evansville | US 41 tại Evansville |                                         |
| Kentucky                                            | | | |                                         |
| I-264                                               | 22,93 mi (36,90 km) | I-64 tại Louisville | I-71 tại Louisville |                                         |
| Virginia                                            | | | |                                         |
| I-264                                               | 25 mi (40,23 km) | I-64 tại Chesapeake | Đường Parks tại Virginia Beach                                                                                                |                                         |
| I-464                                               | 5,66 mi (9,11 km) | I-64 tại Chesapeake | I-264 tại Norfolk |                                         |
| I-564                                               | 2,77 mi (4,46 km) | SR 337 | I-64 tại Norfolk |                                         |
| I-664                                               | 20,79 mi (33,46 km) | I-64 tại Chesapeake | I-64 tại Hampton |                                         |
| Xa lộ Liên tiểu bang                                | Chiều dài | Điểm đầu nam/tây | Điểm đầu bắc/đông |                                         |
| Xa lộ Liên tiểu bang 65                             | | | |                                         |
| Alabama                                             | | | |                                         |
| I-165                                               | 4,9 mi (7,89 km) | US 43 tại Mobile | I-65 tại Mobile |                                         |
| I-565                                               | 34 mi (54,72 km) | I-65 tại Decatur | US 72 tại Huntsville |                                         |
| Indiana                                             | | | |                                         |
| I-265                                               | 32 mi (51,50 km) | I-64 tại New Albany | IN 62 |                                         |
| I-465                                               | 53 mi (85,30 km) | Xa lộ vành đai quanh Indianapolis                                                                                             | Xa lộ vành đai quanh Indianapolis                                                                                             |                                         |
| I-865                                               | 5 mi (8,05 km) | I-65 gần Indianapolis | I-465 gần Indianapolis |                                         |
| Kentucky                                            | | | |                                         |
| I-265                                               | 24,48 mi (39,40 km) | I-65 tại Louisville | I-71 tại Louisville |                                         |
| Xa lộ Liên tiểu bang                                | Chiều dài | Điểm đầu nam/tây | Điểm đầu bắc/đông |                                         |
| Xa lộ Liên tiểu bang 69                             | | | |                                         |
| Indiana                                             | | | |                                         |
| I-469                                               | 30,83 mi (49,62 km) | I-69 tại Fort Wayne | I-69 tại Fort Wayne |                                         |
| Mississippi-Tennessee                               | | | |                                         |
| I-269                                               | đường vành đai bên ngoài thành phố Memphis, TN, hiện đang xây dựng.                                                           | đường vành đai bên ngoài thành phố Memphis, TN, hiện đang xây dựng.                                                           | đường vành đai bên ngoài thành phố Memphis, TN, hiện đang xây dựng.                                                           |                                         |
| Xa lộ Liên tiểu bang                                | Chiều dài | Điểm đầu nam/tây | Điểm đầu bắc/đông |                                         |
| Northern Kentucky                                   | | | |                                         |
| I-369                                               | Henderson, KY I-69 (tương lai) Xa lộ Công viên Pennyrile đến Owensboro, KY US 60 xa lộ nhánh ngắn dài 23,44 dặm đến Owensboro | Henderson, KY I-69 (tương lai) Xa lộ Công viên Pennyrile đến Owensboro, KY US 60 xa lộ nhánh ngắn dài 23,44 dặm đến Owensboro | Henderson, KY I-69 (tương lai) Xa lộ Công viên Pennyrile đến Owensboro, KY US 60 xa lộ nhánh ngắn dài 23,44 dặm đến Owensboro |                                         |
| Xa lộ Liên tiểu bang 70                             | | | |                                         |
| Colorado                                            | | | |                                         |
| I-270                                               | 5,31 mi (8,55 km) | I-25 tại Welby | I-70 tại Denver |                                         |
| Illinois-Missouri                                   | | | |                                         |
| I-270                                               | 50,59 mi (81,42 km) | I-55 tại Mehlville | I-55 gần Troy |                                         |
| Kansas                                              | | | |                                         |
| I-470                                               | 13,72 mi (22,08 km) | I-70 tại Topeka | I-70 tại Topeka |                                         |
| Kansas-Missouri                                     | | | |                                         |
| I-670                                               | 2,81 mi (4,52 km) | I-70 tại Kansas City, KS | I-70 tại Kansas City, MO |                                         |
| Maryland                                            | | | |                                         |
| I-270                                               | 34,70 mi (55,84 km) | I-70 gần Frederick | I-495 phía bắc Bethesda |                                         |
| I-370                                               | 3,13 mi (5,04 km) | I-270 tại Gaithersburg | MD 200 tại Derwood |                                         |
| Missouri                                            | | | |                                         |
| I-170                                               | 11,17 mi (17,98 km) | I-64 tại Richmond Heights | I-270 tại Hazelwood |                                         |
| I-470                                               | 16,72 mi (26,91 km) | I-435 tại Kansas City | I-70 tại Independence, Missouri                                                                                               |                                         |
| Ohio                                                | | | |                                         |
| I-270                                               | 54,97 mi (88,47 km) | Xa lộ vành đai quanh Columbus                                                                                                 | Xa lộ vành đai quanh Columbus                                                                                                 |                                         |
| I-670                                               | 9,37 mi (15,08 km) | I-70 tại Columbus | I-270 trên phía đông Columbus, gần Phi trường Quốc tế Port Columbus, Trung tâm Easton Town, và Gahanna.                       |                                         |
| Ohio-West Virginia                                  | | | |                                         |
| I-470                                               | 6,69 mi (10,77 km) | I-70 gần Blaine, OH | I-70 tại Elm Grove, WV |                                         |
| Xa lộ Liên tiểu bang                                | Chiều dài | Điểm đầu nam/tây | Điểm đầu bắc/đông |                                         |
| Xa lộ Liên tiểu bang 71                             | | | |                                         |
| Kentucky-Ohio                                       | | | |                                         |
| I-471                                               | 5,75 mi (9,25 km) | I-275 gần Newport | I-71 tại Cincinnati |                                         |
| Ohio                                                | | | |                                         |
| I-271                                               | 40 mi (64,37 km) | I-71 tại Medina | I-90 tại Willoughby |                                         |
| Xa lộ Liên tiểu bang                                | Chiều dài | Điểm đầu nam/tây | Điểm đầu bắc/đông |                                         |
| Xa lộ Liên tiểu bang 72                             | | | |                                         |
| Illinois                                            | | | |                                         |
| I-172                                               | 19,69 mi (31,69 km) | I-72 tại Quincy | US 24 tại Quincy |                                         |
| Xa lộ Liên tiểu bang                                | Chiều dài | Điểm đầu nam/tây | Điểm đầu bắc/đông |                                         |
| Xa lộ Liên tiểu bang 74                             | | | |                                         |
| Illinois                                            | | | |                                         |
| I-474                                               | 14,88 mi (23,95 km) | I-74 tại Peoria | I-74 tại Morton |                                         |
| North Carolina                                      | | | |                                         |
| I-274                                               | Xa lộ được đề xuất tại Winston-Salem                                                                                          | Xa lộ được đề xuất tại Winston-Salem                                                                                          | Xa lộ được đề xuất tại Winston-Salem                                                                                          |                                         |
| Xa lộ Liên tiểu bang                                | Chiều dài | Điểm đầu nam/tây | Điểm đầu bắc/đông |                                         |
| Xa lộ Liên tiểu bang 75                             | | | |                                         |
| Florida                                             | | | |                                         |
| I-175                                               | 1,44 mi (2,32 km) | I-275 tại St. Petersburg | SR 687 tại St. Petersburg |                                         |
| I-275                                               | 63,39 mi (102,02 km) | I-75 gần Memphis | I-75 tại Wesley Chapel |                                         |
| I-375                                               | 1,34 mi (2,16 km) | I-275 tại St. Petersburg | US 92 tại St. Petersburg |                                         |
| Georgia                                             | | | |                                         |
| I-475                                               | 15,8 mi (25,43 km) | I-75 tại Macon | I-75 tại Macon |                                         |
| I-575                                               | 30,9 mi (49,73 km) | I-75 tại Kennesaw | SR 5 phía tây Nelson |                                         |
| I-675                                               | 11.04 mi (17.77 km) | I-75 tại Stockbridge | I-285 đông nam Atlanta |                                         |
| Indiana-Kentucky-Ohio                               | | | |                                         |
| I-275                                               | 83.71 mi (134.72 km) | Xa lộ vành đai quanh Cincinnati                                                                                               | Xa lộ vành đai quanh Cincinnati                                                                                               |                                         |
| Michigan                                            | | | |                                         |
| I-275                                               | 35.01 mi (56.34 km) | I-75 gần Monroe | I-96 tại Farmington Hills |                                         |
| I-375                                               | 1.06 mi (1.71 km) | Greenspur 375 to Civic Center                                                                                                 | I-75 tại Detroit |                                         |
| I-475                                               | 16.99 mi (27.34 km) | I-75 tại Grand Blanc Charter Township                                                                                         | I-75 tại Mount Morris Charter Township                                                                                        |                                         |
| I-675                                               | 7.73 mi (12.44 km) | I-75 tại Buena Vista Charter Township                                                                                         | I-75 tại Kochville Township                                                                                                   |                                         |
| Ohio                                                | | | |                                         |
| I-475                                               | 20.37 mi (33 km) | I-75 tại Perrysburg | I-75 tại Toledo |                                         |
| I-675                                               | 26.53 mi (43 km) | I-75 gần Miamisburg | I-70 gần Medway |                                         |
| Tennessee                                           | | | |                                         |
| I-275                                               | 2.98 mi (5 km) | I-40 tại Knoxville | I-75 tại Knoxville |                                         |
| Xa lộ Liên tiểu bang                                | Chiều dài | Điểm đầu nam/tây | Điểm đầu bắc/đông |                                         |
| Xa lộ Liên tiểu bang 76 (đông)                      | | | |                                         |
| Pennsylvania                                        | | | |                                         |
| I-176                                               | 11.33 mi (18.23 km) | I-76 tại Morgantown | US 422 gần Reading |                                         |
| I-276                                               | 32.65 mi (52.55 km) | I-76 tại King of Prussia | NJTP Ext. tại Bristol Township (hiện nay) I-95 tại Bensalem (tương lai)                                                       |                                         |
| I-376                                               | 80.6 mi (129.71 km) | I-80 gần Hermitage | I-76 tại Monroeville |                                         |
| I-476                                               | 132.10 mi (212.59 km) | I-95 gần Chester | I-81 gần Clarks Summit |                                         |
| I-576                                               | Xa lộ vành đai phía nam được đề xuất từ Phi trường Quốc tế Pittsburgh đến I-376                                               | Xa lộ vành đai phía nam được đề xuất từ Phi trường Quốc tế Pittsburgh đến I-376                                               | Xa lộ vành đai phía nam được đề xuất từ Phi trường Quốc tế Pittsburgh đến I-376                                               |                                         |
| I-676                                               | 6.90 mi (11.1 km) | I-76 tại Philadelphia | I-76 tại Camden |                                         |
| Xa lộ Liên tiểu bang                                | Chiều dài | Điểm đầu nam/tây | Điểm đầu bắc/đông |                                         |
| Xa lộ Liên tiểu bang 77                             | | | |                                         |
| Ohio                                                | | | |                                         |
| I-277                                               | 4.14 mi (6.66 km) | I-76 tại Akron | I-77 tại Akron |                                         |
| North Carolina                                      | | | |                                         |
| I-277                                               | 4.41 mi (7.10 km) | Xa lộ vành đai quanh phố trên của Charlotte, NC                                                                               | Xa lộ vành đai quanh phố trên của Charlotte, NC                                                                               |                                         |
| Xa lộ Liên tiểu bang                                | Chiều dài | Điểm đầu nam/tây | Điểm đầu bắc/đông |                                         |
| Xa lộ Liên tiểu bang 78                             | | | |                                         |
| New York                                            | | | |                                         |
| I-278                                               | 35.6 mi (57.3 km) | US 1 tại Linden, NJ | Bruckner Interchange tại Bronx, New York                                                                                      |                                         |
| I-478                                               | 2.14 mi (3.44 km) | I-278 tại Brooklyn, New York                                                                                                  | NY 9A tại Manhattan, New York                                                                                                 |                                         |
| I-678                                               | 14 mi (23 km) | Phi trường Quốc tế John F. Kennedy tại Queens, New York                                                                       | Bruckner Interchange tại Bronx, New York                                                                                      |                                         |
| I-878                                               | 0.70 mi (9.16 km) | I-678 tại Queens, Thành phố New York gần Phi trường Quốc tế JFK                                                               | JFK Expressway tại Queens, Thành phố New York gần Phi trường Quốc tế JFK                                                      |                                         |
| Xa lộ Liên tiểu bang                                | Chiều dài | Điểm đầu nam/tây | Điểm đầu bắc/đông |                                         |
| Xa lộ Liên tiểu bang 79                             | | | |                                         |
| Pennsylvania                                        | | | |                                         |
| I-279                                               | 13,20 mi (21,24 km) | I-376 tại Pittsburgh | I-79 tại Franklin Park |                                         |
| I-579                                               | 1,57 mi (2,53 km) | PA 885 tại Pittsburgh | I-279 tại Pittsburgh |                                         |
| Xa lộ Liên tiểu bang                                | Chiều dài | Điểm đầu nam/tây | Điểm đầu bắc/đông |                                         |
| Xa lộ Liên tiểu bang 80                             | | | |                                         |
| California                                          | | | |                                         |
| I-280                                               | 57 mi (91,73 km) | I-680 tại San Jose | Phố King tại San Francisco |                                         |
| I-380                                               | 1,5 mi (2,41 km) | I-280 tại San Bruno | US 101 |                                         |
| I-580                                               | 71 mi (114,26 km) | US 101 tại San Rafael | I-5 gần Westley |                                         |
| I-680                                               | 71 mi (114 km) | I-280 tại San Jose | I-80 tại Cordelia |                                         |
| I-780                                               | 6.52 mi (10.49 km) | I-80 tại Vallejo | I-680 tại Benicia |                                         |
| I-880                                               | 45 mi (72 km) | I-280 tại San Jose | I-580 tại Oakland |                                         |
| I-980                                               | 2.02 mi (3.25 km) | I-880 tại phố chính của Oakland                                                                                               | I-580 tại Oakland |                                         |
| Illinois                                            | | | |                                         |
| I-180                                               | 13.19 mi (21.22 km) | IL 26 tại Hennepin, Illinois                                                                                                  | I-80 gần Princeton, Illinois                                                                                                  |                                         |
| Illinois-Iowa                                       | | | |                                         |
| I-280                                               | 26.98 mi (43.42 km) | I-80 gần Davenport, IA | I-74 gần Colona, IL |                                         |
| Iowa                                                | | | |                                         |
| I-380                                               | 73.05 mi (117.56 km) | I-80 gần Iowa City | US 218 tại Waterloo |                                         |
| Iowa-Nebraska                                       | | | |                                         |
| I-480                                               | 4.90 mi (7.89 km) | I-80 tại Omaha, NE | I-29 tại Council Bluffs, IA                                                                                                   |                                         |
| I-680                                               | 42.86 mi (68.98 km) | I-80 tại Omaha, NE | I-80 gần Neola, IA |                                         |
| Nebraska                                            | | | |                                         |
| I-180                                               | 3.47 mi (5.58 km) | US 34 tại Lincoln | I-80 tại Lincoln |                                         |
| Nevada                                              | | | |                                         |
| I-580                                               | 4.99 mi (8.03 km) | Lộ Neil tại Reno | I-80 tại Reno |                                         |
| New Jersey                                          | | | |                                         |
| I-280                                               | 17.85 mi (28.73 km) | I-80 tại Parsippany-Troy Hills                                                                                                | I-95 tại Kearny |                                         |
| Ohio                                                | | | |                                         |
| I-280                                               | 12.41 mi (19.97 km) | I-75 tại Toledo | I-80 tại Lake Township |                                         |
| I-480                                               | 41.77 mi (67.22 km) | I-80 gần North Ridgeville | I-80 gần Streetsboro |                                         |
| I-680                                               | 16.43 mi (26.44 km) | I-76 tại North Lima, | I-80 gần Mineral Ridge, |                                         |
| Pennsylvania                                        | | | |                                         |
| I-180                                               | 28.85 mi (46.43 km) | US 15 tại Williamsport | I-80 gần Milton |                                         |
| I-380                                               | 24.76 mi (39.85 km) | I-80 tại Tunkhannock Township                                                                                                 | I-81 tại Dunmore |                                         |
| Wyoming                                             | | | |                                         |
| I-180                                               | 1.09 mi (1.75 km) | I-80 tại Cheyenne | US 30 /Bus I-80 |                                         |
| Xa lộ Liên tiểu bang                                | Chiều dài | Điểm đầu nam/tây | Điểm đầu bắc/đông |                                         |
| Xa lộ Liên tiểu bang 81                             | | | |                                         |
| New York                                            | | | |                                         |
| I-481                                               | 15.04 mi (24.2 km) | I-81 tại Onondaga | I-81 tại North Syracuse |                                         |
| I-781                                               | 4,9 mi (7,89 km) | I-81 tại Pamelia | Cổng chính Doanh trại Drum tại Le Ray                                                                                         |                                         |
| Virginia                                            | | | |                                         |
| I-381                                               | 1.70 mi (2.74 km) | SR 381 tại Bristol | I-81 tại Bristol |                                         |
| I-581                                               | 6.35 mi (10.22 km) | US 220 tại Roanoke | I-81 gần Hollins |                                         |
| Xa lộ Liên tiểu bang                                | Chiều dài | Điểm đầu nam/tây | Điểm đầu bắc/đông |                                         |
| Xa lộ Liên tiểu bang 82                             | | | |                                         |
| Washington                                          | | | |                                         |
| I-182                                               | 15.19 mi (24.45 km) | I-82 gần Richland | US 12 tại Pasco |                                         |
| Xa lộ Liên tiểu bang                                | Chiều dài | Điểm đầu nam/tây | Điểm đầu bắc/đông |                                         |
| Xa lộ Liên tiểu bang 83                             | | | |                                         |
| Pennsylvania                                        | | | |                                         |
| I-283                                               | 2.91 mi (4.683 km) | I-76 gần Highspire | I-83 /Xa lộ vành đai Thủ phủ gần Harrisburg                                                                                   |                                         |
| Xa lộ Liên tiểu bang                                | Chiều dài | Điểm đầu nam/tây | Điểm đầu bắc/đông |                                         |
| Xa lộ Liên tiểu bang 84 (đông)                      | | | |                                         |
| Connecticut                                         | | | |                                         |
| I-384                                               | 8.53 mi (13.73 km) | I-84 tại East Hartford | US 6 tại Bolton |                                         |
| New York/Connecticut                                | | | |                                         |
| I-684                                               | 28.4 mi (45.7 km) | I-287 gần White Plains | NY 22 gần Brewster |                                         |
| Xa lộ Liên tiểu bang                                | Chiều dài | Điểm đầu nam/tây | Điểm đầu bắc/đông |                                         |
| Xa lộ Liên tiểu bang 84 (tây)                       | | | |                                         |
| Idaho                                               | | | |                                         |
| I-184                                               | 3.62 mi (6.00 km) | I-84 tại Boise | US 20 |                                         |
| Xa lộ Liên tiểu bang                                | Chiều dài | Điểm đầu nam/tây | Điểm đầu bắc/đông |                                         |
| Xa lộ Liên tiểu bang 85                             | | | |                                         |
| Alabama                                             | | | |                                         |
| I-685                                               | 14.44 mi | Xa lộ được đề xuất nối I-65 tại phố chính của Montgomery đến I-85 tại phần phía đông thành phố                                | Xa lộ được đề xuất nối I-65 tại phố chính của Montgomery đến I-85 tại phần phía đông thành phố                                |                                         |
| Georgia                                             | | | |                                         |
| I-185                                               | 49.30 mi (79.34 km) | US 27 tại Columbus | I-85 gần LaGrange |                                         |
| I-285                                               | 63.98 mi (102.97 km) | Xa lộ vành đai quanh Atlanta                                                                                                  | Xa lộ vành đai quanh Atlanta                                                                                                  |                                         |
| I-985                                               | 24.04 mi (38.69 km) | I-85 gần Buford | SR 369 gần Gainesville |                                         |
| North Carolina                                      | | | |                                         |
| I-285                                               | 23 mi (37 km) | I-40 tại Winston-Salem | I-85 tại Lexington |                                         |
| I-485                                               | 62 mi (99.78 km) | NC 115 tại Huntersville | I-85 tại Charlotte |                                         |
| North Carolina-Virginia                             | | | |                                         |
| I-785                                               | 45 mi (72.42 km) | I-40 tại Greensboro, NC | US 29 tại Danville, VA |                                         |
| South Carolina                                      | | | |                                         |
| I-185                                               | 17.70 mi (28.49 km) | I-385 gần Mauldin | US 29 |                                         |
| I-385                                               | 42.16 mi (67.85 km) | I-26 gần Clinton | US 276 tại Greenvile |                                         |
| I-585                                               | 2.25 mi (3.62 km) | US 221 tại Spartanburg | SC 56 gần Spartanburg |                                         |
| Xa lộ Liên tiểu bang                                | Chiều dài | Điểm đầu nam/tây | Điểm đầu bắc/đông |                                         |
| Xa lộ Liên tiểu bang 87                             | | | |                                         |
| New Jersey-New York                                 | | | |                                         |
| I-287 (xa lộ bán vành đai quanh Thành phố New York) | 98.65 mi (158.73 km) | I-95 tại Edison, NJ | I-95 tại Rye, NY |                                         |
| New York                                            | | | |                                         |
| I-587                                               | 1.21 mi (1.95 km) | I-87 tại Kingston | NY 28 tại Kingston |                                         |
| I-787                                               | 9.55 mi (15.37 km) | I-87 tại Albany | NY 7 tại Green Island |                                         |
| Xa lộ Liên tiểu bang                                | Chiều dài | Điểm đầu nam/tây | Điểm đầu bắc/đông |                                         |
| Xa lộ Liên tiểu bang 89                             | | | |                                         |
| Vermont                                             | | | |                                         |
| I-189                                               | 1.49 mi (2.4 km) | US 7 tại South Burlington | I-89 tại South Burlington |                                         |
| Xa lộ Liên tiểu bang                                | Chiều dài | Điểm đầu nam/tây | Điểm đầu bắc/đông |                                         |
| Xa lộ Liên tiểu bang 90                             | | | |                                         |
| Illinois                                            | | | |                                         |
| I-190                                               | 3.07 mi (5 km) | Phi trường Quốc tế O'Hare tại Chicago                                                                                         | I-90 tại Chicago |                                         |
| I-290                                               | 29.84 mi (48.02 km) | I-90 tại Rolling Meadows | I-90 /Xa lộ Công viên Congress tại Chicago                                                                                    |                                         |
| Massachusetts                                       | | | |                                         |
| I-190                                               | 19.26 mi (31 km) | I-290 tại Worcester | Xa lộ 2 tại Leominster |                                         |
| I-290                                               | 20.16 mi (32.44 km) | Xa lộ thu phí Massachusetts I-90 tại Auburn                                                                                   | I-495 tại Marlborough |                                         |
| New York                                            | | | |                                         |
| I-190                                               | 28.34 mi (45.61 km) | I-90 tại Cheektowaga | Highway 405 tại Lewiston |                                         |
| I-290                                               | 9.80 mi (15.77 km) | I-190 tại Tonawanda | I-90 tại Williamsville |                                         |
| I-390                                               | 75.86 mi (122.08 km) | I-86 tại Avoca | I-490 tại Gates |                                         |
| I-490                                               | 37.40 mi (60.19 km) | I-90 tại Bergen | I-90 tại Victor |                                         |
| I-590                                               | 5.07 mi (8.16 km) | I-390 tại Brighton | I-490 tại Rochester |                                         |
| I-690                                               | 14.19 mi (22.84 km) | I-90 tại Van Buren | I-481 tại East Syracuse |                                         |
| I-790                                               | 2.41 mi (4 km) | I-90 tại Deerfield | NY 5A tại Utica |                                         |
| I-890                                               | 9.45 mi (15.21 km) | I-90 tại Rotterdam | I-90 tại Guilderland |                                         |
| I-990                                               | 6.35 mi (10.22 km) | I-290 tại Amherst | NY 263 gần Lockport |                                         |
| Ohio                                                | | | |                                         |
| I-490                                               | 2.43 mi (4 km) | I-90 tại Cleveland | Phố số 55 Đông tại Cleveland                                                                                                  |                                         |
| South Dakota                                        | | | |                                         |
| I-190                                               | 2 mi (3 km) | I-90 tại Rapid City | US 16 tại Rapid City |                                         |
| Xa lộ Liên tiểu bang                                | Chiều dài | Điểm đầu nam/tây | Điểm đầu bắc/đông |                                         |
| Xa lộ Liên tiểu bang 91                             | | | |                                         |
| Connecticut                                         | | | |                                         |
| I-291                                               | 6.40 mi (10.3 km) | I-91 tại Windsor | I-84 tại Manchester |                                         |
| I-691                                               | 8.92 mi (14.36 km) | I-84 at the Southington-Cheshire Town Line                                                                                    | I-91 tại Meriden |                                         |
| Massachusetts                                       | | | |                                         |
| I-291                                               | 5.44 mi[1] (8.75 km) | I-91 tại Springfield | Xa lộ thu phí Massachusetts I-90 tại Chicopee                                                                                 |                                         |
| I-391                                               | 4.86 mi (7.82 km) | I-91 tại Chicopee | Phố High tại Holyoke |                                         |
| Xa lộ Liên tiểu bang                                | Chiều dài | Điểm đầu nam/tây | Điểm đầu bắc/đông |                                         |
| Xa lộ Liên tiểu bang 93                             | | | |                                         |
| New Hampshire                                       | | | |                                         |
| I-293                                               | 11.43 mi (18.39 km) | I-93 tại Manchester | I-93/Xa lộ thu phí Everett tại Hooksett                                                                                       |                                         |
| I-393                                               | 4.50 mi (7.24 km) | I-93 tại Concord | NH 9 tại Pembroke |                                         |
| Xa lộ Liên tiểu bang                                | Chiều dài | Điểm đầu nam/tây | Điểm đầu bắc/đông |                                         |
| Xa lộ Liên tiểu bang 94                             | | | |                                         |
| Illinois                                            | | | |                                         |
| I-294                                               | 53.42 mi (85.97 km) | I-80 tại South Holland, Illinois                                                                                              | I-94 tại Deerfield, Illinois                                                                                                  |                                         |
| Michigan                                            | | | |                                         |
| I-194                                               | 3.42 mi (5.5 km) | I-94 tại Battle Creek | M 66 tại Battle Creek |                                         |
| Minnesota                                           | | | |                                         |
| I-394                                               | 9.50 mi (15.30 km) | I-494 tại Minnetonka | Phố số 4 tại Minneapolis |                                         |
| I-494                                               | 43 mi (69 km) | I-94 tại Maple Grove | I-94 tại Woodbury |                                         |
| I-694                                               | 31 mi (50 km) | I-94 tại Maple Grove | I-94 tại Woodbury |                                         |
| North Dakota                                        | | | |                                         |
| I-194                                               | 1.7 mi (2.7 km) | McKenzie Drive gần Bismarck                                                                                                   | I-94 gần Mandan |                                         |
| Wisconsin                                           | | | |                                         |
| I-794                                               | 3.75 mi (6.04 km) | I-43 tại Milwaukee | WI 794 tại Milwaukee |                                         |
| I-894                                               | 9.30 mi (14.97 km) | I-94 tại Milwaukee | I-43 tại Milwaukee |                                         |
| Xa lộ Liên tiểu bang                                | Chiều dài | Điểm đầu nam/tây | Điểm đầu bắc/đông |                                         |
| Xa lộ Liên tiểu bang 95                             | | | |                                         |
| Connecticut-Massachusetts                           | | | |                                         |
| I-395                                               | 66.63 mi (107.23 km) | I-95 tại East Lyme, CT | I-90 tại Auburn, MA |                                         |
| Delaware                                            | | | |                                         |
| I-495                                               | 11.47 mi (18.46 km) | I-95 tại Newport | I-95 tại Claymont |                                         |
| Delaware-New Jersey                                 | | | |                                         |
| I-295                                               | 73.50 mi (118.29 km) | I-95 tại New Castle, DE | I-95 tại Lawrence Township (hiện nay) I-195 tại Hamilton Township (tương lai)                                                 |                                         |
| District of Columbia                                | | | |                                         |
|                                                     | 1.39 mi (2.24 km) | I-395 tại Washington | Pennsylvania Avenue tại Washington                                                                                            |                                         |
| Florida                                             | | | |                                         |
| I-195                                               | 4,91 mi (7,90 km) | I-95 tại Miami | SR 907 tại Miami Beach |                                         |
| I-295                                               | 60,864 mi (97,95 km) | Xa lộ vành đai quanh Jacksonville                                                                                             | Xa lộ vành đai quanh Jacksonville                                                                                             |                                         |
| I-395                                               | 1,292 mi (2,08 km) | I-95 | Đường đê MacArthur tại Đảo Watson, Miami                                                                                      |                                         |
| I-595                                               | 12,860 mi (20,70 km) | I-75 tại Weston | US 1 tại Fort Lauderdale |                                         |
| I-795                                               | Xa lộ được đề xuất ở phía nam Jacksonville                                                                                    | Xa lộ được đề xuất ở phía nam Jacksonville                                                                                    | Xa lộ được đề xuất ở phía nam Jacksonville                                                                                    |                                         |
| Maine                                               | | | |                                         |
| I-195                                               | 1.55 mi (2.49 km) | I-95 tại Saco | SR 5 tại Saco |                                         |
| I-295                                               | 52 mi (84 km) | I-95 tại Scarborough | I-95 tại Gardiner |                                         |
| I-395                                               | 4.99 mi (8.03 km) | I-95 tại Bangor | US 1A tại Brewer |                                         |
| I-495                                               | 3.7 mi (6 km) | I-95 tại Portland | I-295 tại Falmouth |                                         |
| Maryland                                            | | | |                                         |
| I-195                                               | 4.88 mi (7.85 km) | I-95 gần Catonsville | Phi trường Quốc tế Baltimore-Washington                                                                                       |                                         |
| I-395                                               | 1.98 mi (3.19 km) | I-95 tại Nam Baltimore | Phố West Pratt tại Baltimore                                                                                                  |                                         |
| I-595                                               | 19.97 mi (32 km) | I-95 gần Washington, DC | US 50 tại Annapolis |                                         |
| I-695                                               | 51.46 mi (82.82 km) | Xa lộ vành đai quanh Baltimore                                                                                                | Xa lộ vành đai quanh Baltimore                                                                                                |                                         |
| I-795                                               | 8.99 mi (14.47 km) | I-695 tại Pikesville | MD 140 tại Reisterstown |                                         |
| I-895                                               | 11.44 mi (18.41 km) | I-95 gần Elkridge | I-95 tại Baltimore |                                         |
| Maryland-Đặc khu Columbia                           | | | |                                         |
| I-295                                               | 8.05 mi (12.96 km) | I-95 gần Forest Heights, MD                                                                                                   | I-695 tại Washington, DC |                                         |
| Maryland-Đặc khu Columbia-Virginia                  | | | |                                         |
| I-495                                               | 64.0 mi (103 km) | Xa lộ vành đai quanh Washington, DC                                                                                           | Xa lộ vành đai quanh Washington, DC                                                                                           |                                         |
| Massachusetts                                       | | | |                                         |
| I-495                                               | 120.74 mi (194.31 km) | I-195 tại Wareham | I-95 tại Salisbury |                                         |
| New Jersey-Pennsylvania                             | | | |                                         |
| I-195                                               | 34.17 mi (54.99 km) | I-295 tại Hamilton Township (hiện nay) I-95 tại Bensalem Township, Pennsylvania (tương lai)                                   | NJ 34 tại Xã Wall |                                         |
| New York                                            | | | |                                         |
| I-295                                               | 9.10 mi (14.65 km) | NY 25 tại Queens, New York City                                                                                               | Nút giao thông Bruckner tại the Bronx của Thành phố New York                                                                  |                                         |
| I-495                                               | 71.02 mi (114.3 km) | Queens Midtown Tunnel tại Manhattan, New York City                                                                            | CR 58 tại Riverhead |                                         |
| I-695                                               | 1.3 mi (2.1 km) | I-95 tại Bronx, New York City                                                                                                 | I-295 tại Bronx, New York City                                                                                                |                                         |
| I-895                                               | 1.12 mi (1.8 km) | I-278 tại Bronx, New York City                                                                                                | I-95 tại Bronx, New York City                                                                                                 |                                         |
| North Carolina                                      | | | |                                         |
| I-295                                               | Xa lộ được đề xuất quanh phía tây thành phố Fayetteville                                                                      | Xa lộ được đề xuất quanh phía tây thành phố Fayetteville                                                                      | Xa lộ được đề xuất quanh phía tây thành phố Fayetteville                                                                      |                                         |
| I-795                                               | 25.41 mi (40.9 km) | US 70 tại Goldsboro, NC | I-95 tại Wilson, NC |                                         |
| Rhode Island-Massachusetts                          | | | |                                         |
| I-195                                               | 40.1 mi (64.5 km) | I-95 tại Providence, RI | I-495 tại Wareham, MA |                                         |
| I-295                                               | 26.58 mi (42.78 km) | I-95 tại Warwick, RI | I-95 tại Attleboro, MA |                                         |
| Virginia                                            | | | |                                         |
| I-195                                               | 3.50 mi (5.63 km) | SR 195 tại Richmond | I-64 tại Richmond |                                         |
| I-295                                               | 52.75 mi (84.89 km) | I-95 gần Petersburg | I-64 gần Short Pump |                                         |
| Virginia-District of Columbia                       | | | |                                         |
| I-395                                               | 13 mi (21 km) | I-95 tại Springfield, VA | US 50 tại Washington, DC |                                         |
| Xa lộ Liên tiểu bang                                | Chiều dài | Điểm đầu nam/tây | Điểm đầu bắc/đông |                                         |
| Xa lộ Liên tiểu bang 96                             | | | |                                         |
| Michigan                                            | | | |                                         |
| I-196                                               | 81 mi (130.35 km) | I-94 tại Benton Harbor | I-96 tại Grand Rapids |                                         |
| I-296                                               | 3.43 mi (5.52 km) | I-196 tại Grand Rapids | I-96 tại Walker |                                         |
| I-496                                               | 11.78 mi (18.96 km) | I-69 tại Lansing | I-96 tại Lansing |                                         |
| I-696                                               | 29.24 mi (47.04 km) | I-96 tại Novi | I-94 tại Roseville |                                         |